# Two Feet
Zachary William „Bill“ Dess (geboren am 21. Juni 1993), bekannt unter seinem Künstlernamen Two Feet, ist ein amerikanischer Sänger, Songwriter und Produzent aus New York City.

## Karriere
Dess spielte zunächst in Jazz- und Blues-Ensembles, bevor er Two Feet gründete. Nachdem seine Single „Go Fuck Yourself“ auf SoundCloud viral gegangen war, unterschrieb er bei Republic Records. Die Single erreichte Platz 36 der US-Hot-Rock-Songs-Charts. Seine nächste Single, „I Feel Like I'm Drowning“, kam 2018 auf Platz 1 der US-Alternative-Songs-Charts. Am 5. Oktober 2018 veröffentlichte Two Feet sein Debütalbum A 20 Something Fuck, das die Singles „I Feel Like I'm Drowning“ und „Hurt People“ enthielt. Am 13. März 2020 folgte sein zweites Album Pink, und am 16. April 2021 erschien sein drittes Album Max Maco Is Dead Right?. Am 13. Mai 2022 brachte er sein viertes Album Shape & Form heraus.

## Diskografie

### Studioalben
- A 20 Something Fuck (2018)
- Pink (2020)
- Max Maco Is Dead Right? (2021)
- Shape & Form (2022)

### Extended Songs
- First Steps (2016)
- Momentum (2017)

### Singles

#### Als Lead Artist
| Titel                                                                             | Jahr | Höchste Chartplatzierung | Höchste Chartplatzierung | Zertifizierungen                 | Album                   |
| Titel                                                                             | Jahr | US Rock                  | US<br id="mwcg"><br>Alt. | Zertifizierungen                 | Album                   |
| --------------------------------------------------------------------------------- | ---- | ------------------------ | ------------------------ | -------------------------------- | ----------------------- |
| „Go Fuck Yourself“                                                                | 2016 | 36                       | —                        | - RIAA: Gold                     | First Steps             |
| „I Feel Like I'm Drowning“                                                        | 2017 | 13                       | 1                        | - RIAA: Gold - ZPAV: 2× Platinum | A 20 Something Fuck     |
| „Same Old Song (S.O.S., Pt. 1)“                                                   | 2018 | —                        | —                        |                                  | A 20 Something Fuck     |
| „Hurt People“                                                                     | 2018 | —                        | —                        |                                  | A 20 Something Fuck     |
| „I Want It“                                                                       | 2018 | —                        | —                        |                                  | Non-album single        |
| „Lost the Game“                                                                   | 2018 | —                        | —                        |                                  | Pink                    |
| „Pink“                                                                            | 2019 | —                        | —                        |                                  | Pink                    |
| „You?“                                                                            | 2019 | —                        | 30                       |                                  | Pink                    |
| „BBY“                                                                             | 2019 | —                        | —                        |                                  | Pink                    |
| „Grey“                                                                            | 2020 | —                        | —                        |                                  | Pink                    |
| „Think I'm Crazy“                                                                 | 2020 | —                        | 30                       |                                  | Max Maco Is Dead Right? |
| „Time Fades Away“                                                                 | 2020 | —                        | —                        |                                  | Max Maco Is Dead Right? |
| „Fire“                                                                            | 2021 | —                        | —                        |                                  | Max Maco Is Dead Right? |
| „Never Enough“                                                                    | 2021 | —                        | —                        |                                  | Max Maco Is Dead Right? |
| „I Want Love“ (with Gryffin)                                                      | 2021 | —                        | —                        |                                  | Non-album single        |
| „Fire In My Head“                                                                 | 2021 | —                        | —                        |                                  | Shape & Form            |
| „Devil“                                                                           | 2021 | —                        | —                        |                                  | Shape & Form            |
| „Ella“                                                                            | 2021 | —                        | —                        |                                  | Shape & Form            |
| „Don't Bring Me Down“                                                             | 2021 | —                        | —                        |                                  | Shape & Form            |
| „Until I Come Home“ (with grandson)                                               | 2021 | —                        | —                        |                                  | Shape & Form            |
| „Caviar“ / „Amy“                                                                  | 2022 | —                        | —                        |                                  | Shape & Form            |
| „Play the Part“ / „My Life“                                                       | 2022 | —                        | —                        |                                  | Shape & Form            |
| „Tell Me the Truth“                                                               | 2022 | —                        | —                        |                                  | Shape & Form            |
| „I Want You Dead“ (with Allie Cabal)                                              | 2023 | —                        | —                        |                                  | Non-album single        |
| „Take Me Home“ (with Bec Lauder)                                                  | 2023 | —                        | —                        |                                  | Non-album single        |
| „To My Knees“                                                                     | 2023 | —                        | —                        |                                  | Non-album single        |
| „KILL ANYONE“ (with Ari Abdul)                                                    | 2023 | —                        | —                        |                                  | Non-album single        |
| „Falling to Pieces“                                                               | 2024 | —                        | —                        |                                  | Non-album single        |
| „—“ denotes a recording that did not chart or was not released in that territory. |      |                          |                          |                                  |                         |

#### Als Featured Artist
| Titel                                               | Jahr | Album                     |
| --------------------------------------------------- | ---- | ------------------------- |
| „Not Me“ by MELVV (feat. Two Feet)                  | 2016 | Non-album singles         |
| „Mercy“ by MØ (feat. What So Not & Two Feet)        | 2018 | Forever Neverland         |
| „Drugs“ by UPSAHL (feat. Two Feet)                  | 2020 | Non-album singles         |
| „I Want Love“ by Gryffin (feat. Two Feet)           | 2021 | Non-album singles         |
| „Part Time Psycho“ by SHAED (with Two Feet)         | 2021 | Non-album singles         |
| „PATCHWERK“ by Sub Urban (feat. Two Feet)           | 2021 | Non-album singles         |
| „Day By Day“ by Frank Walker (feat. Two Feet)       | 2022 | Non-album singles         |
| „City“ by Allie Cabal (feat. Two Feet)              | 2023 | Non-album singles         |
| „Hard to Get“ by Bec Lauder (feat. Two Feet)        | 2023 | Before Everything Changes |
| „More Than Chemical“ by Bec Lauder (feat. Two Feet) | 2023 | Before Everything Changes |
| „Don't Stop“ by Bec Lauder (feat. Two Feet)         | 2023 | Before Everything Changes |
| „Cities“ by Toby Mai (feat. Two Feet)               | 2023 | Non-album singles         |